# Винона Ладјук
Винона Ладјук (рођена 18. августа 1959) америчка је еколошкиња, економисткиња, списатељица и узгајивачица конопље, позната по свом раду на потраживању права и очувању племенског земљишта, као и одрживом развоју.
У два наврата (1996. и 2000. године) била је кандидат за потпредседника Сједињених Држава, номинована од стране Зелене странке, на листи коју је водио Ралф Нејдер. Извршна је директорка и суоснивачица (заједно са Индиго Герлс) организације Honor the Earth, организације за заштиту животне средине која је играла активну улогу у протестима против изградње цевовода у Дакоти.
Године 2016. добила је глас изборника за потпредседницу чиме је постала прва чланица Зелене партије којој је то пошло за руком.

## Младост и образовање
Винона (што на језику народа Дакота значи „прва ћерка“) Ладјук је рођена 1959. године у Лос Анђелесу, у Калифорнији, у породици Бети Бернстајн и Винсента Ладјука (касније познатог под псеудонимом Сунчани медвед). Њен отац је из резервата Оџибва у Минесоти, а мајка јеврејског европског порекла из Бронкса у Њујорку. Ладјук је провела део свог детињства у Лос Анђелесу, али је првенствено одрасла у Ешланду. Због очевог наслеђа, она је уписана као припадница Оџибве, али није живела у резервату, све до 1982. У оквиру резервата је почела да ради након дипломирања када је добила посао директорке средње школе.
Након што су се њени родитељи венчали, Винсент Ладјук је радио као глумац у Холивуду, углавном на споредним улогама у Вестерн филмовима, док је Бети Ладјук завршила своје академске студије. Пар се раздвојио када је Винона имала пет година, а њена мајка је заузела место инструктора уметности на колеџу Јужни Орегон, сада Универзитету Јужни Орегон у Ешланду, тада малом дрвосечарском и колеџ граду у близини калифорнијске границе. Осамдесетих година 20. века Винсент се поново представио као Њу ејџ духовни вођа, а под именом Сунчани медвед.
Студирала је на Универзитету Харвард, где се придружила групи домородачких активиста. Диплому економисте стекла је 1982. године. Када се вратила у Оџибве није познавала домородачки језик, нити много људи, те није била брзо прихваћена. Док је радила као директорка локалне резерватске средње школе у Минесоти, завршила је истраживање магистарске тезе о економији преживљавања у резервату и укључила се у решавање локалних проблема. Завршила је мастер студије из економског развоја заједнице кроз програм учења на даљину на Антиоч универзитету.

## Каријера и активизам
Постала је активиста радећи као директорка средње школе. 1985. године помогла је у оснивању Мреже аутохтоних жена. Радила је са женама свих црвених нација на објављивању информација о присилној стерилизацији Индијанки у Америци.
Укључила се у борбу за опоравак земљишта за Анишинаба племе. Уговором из 1867. године са Сједињеним Државама предвиђена је територија већа од 860.000 хектара за индијански резерват „Бела земља”. Према Нелсоновом закону из 1889. године, покушај да се Анишинабе асимилирају усвајањем европско-америчког модела пољопривреде, комунално племенско земљиште додељивано је појединачним домаћинствима. САД су сваки вишак земље продавале нестароседеоцима. Поред тога, многе Анишинабе су годинама појединачно продавале своју земљу. Ови фактори довели су до тога да је племе изгубило контролу над већином своје земље. Средином 20. века, племе је у свом резервату држало само једну десетину земље.
Године 1989. Ладјук је приходом од награде Рибок за људска права основала „Пројекат опоравка Беле земље” у Минесоти. Циљ је откуп земљишта у резервату који су купили досељеници и стварање предузећа које би пружило посао за Анишанабе. До 2000. године откупљено је 1.200 хектара, које је држано у конзерваторском фонду за евентуално уступање племену.
Пројекат такође ради на пошумљавању земљишта и оживљавању узгоја дивљег пиринча, дуго традиционалне хране. Укључени су и други традиционални производи попут хоминија, џема, бивоље кобасице. Покренула је језички програм за Оџибве, крдо бивола и пројекат енергије ветра.

Ладјук је такође извршна директорка организације Honor the Earth, коју је 1993. године основала са фолк-рок дуетом Индиго Гeрлс. Мисија организације је:
створити свест и подршку питањима завичајне животне средине и развити потребне финансијске и политичке ресурсе за опстанак одрживих завичајних заједница. Honor the Earth развија ове ресурсе користећи музику, уметност, медије и домородачку мудрост тражећи од људи да препознају нашу заједничку зависност од Земље и буду глас за оне који се не чују.
Била је укључена у протест против изградње цевовода у Дакоти, учествујући у логорима отпора и обраћајући се медијима по том питању.

### Политичка каријера
На изборима 1996. и 2000. године била ја кандидат за потпредсеника на листи Зелене странке. Није је подржало ниједно племенско веће или друга племенска влада. Ладјук је подржала кандидате Демократске странке на изборима 2004, 2008, и 2012. године.
Године 2016. добила је глас изборника за потпредседницу чиме је постала прва чланица Зелене партије којој је то пошло за руком.

## Активизам за легализацију конопље
Ладјук води индустријску фарму конопље од 16 хектара у индијском резервату Бела земља, узгајајући сорте конопље из различитих региона света, поврће и дуван. Рекла је да се окренула узгоју индустријске конопље након што су је неколико година позивали да истражује ту праксу и залаже се за њен потенцијал да америчку економију одврати од фосилних горива. Ладјук је промовисала раст и марихуане и индустријске конопље на аутохтоним племенским земљама ради финансијске добити и локализације економије.

## Књиге, филмови и медији
Књиге:
- Последња жена (1997), роман.
- Сви наши односи: Завичајне борбе за земљу и живот (1999), о тежњи за повратом племенског земљишта у власништво
- Опоравак светог: моћ именовања и полагања права (2005), књига о традиционалним веровањима и праксама.
- Милитаризација индијске земље (2013)
- Шећерни грм (1999)
- Читалац Виноне Ладјук: Збирка основних списа (2002)
- Сви наши односи: Завичајне борбе за земљу и живот (2016)

Као коаутор:
- Освајање: Сексуално насиље и геноцид америчких Индијанаца
- Гресрутс: Теренски водич за феминистички активизам
- Сестринске нације: Индијанке списатељице о заједници
- Борба за земљу: Отпор староседелаца Северне Америке геноциду, екоциду и колонизацији
- Резање корпоративног благостања
- Оџибве Васа Инабида: Гледамо у свим правцима
- Нове перспективе еколошке правде: род, сексуалност и активизам
- Направите леп начин: мудрост жена америчких домородаца
- Како да кажем да те волим на индијанском
- Земља сусреће дух: фотографско путовање светим пејзажом
- Приказ видриног репа: Приче, есеји и песме из Минесотине унутрашњости
- Кћери Мајке Земље: Мудрост индијанских жена

Њени уводници и есеји објављени су у домаћим и међународним медијима.
Телевизијски и филмски наступи:
- Наступ у документарном филму Химна, редитеља Шаини Габел и Кристин Хан.[16]
- Наступ у канадском документарном филму Уранијум 1990, редитеља Магнуса Исаксона.[17]
- Појава у ТВ документарцу Главни ток.[18]
- Појава у извештају Колберт 12. јуна 2008.[19]
- Представљена је у дугометражном документарном филму Прва ћерка и црна змија, у режији Кери Пикет 2017. године. Описана је хроника противљења Ладјукове плану да се цевовод проведе кроз земљу додељену њеном племену Уговором из 1855. године.[20]

## Награде
- 1994. Часопис Тајм номиновао је Ладјукову за једног од педесет најперспективнијих америчких лидера млађих од четрдесет година.
- 1996. године добила је награду Томас Мертон
- 1997. добила је награду за помоћ заједници БИХА
- 1998. године освојила је Рибок награду за људска права.
- 1998. Магазин Мс. ју је прогласио за жену године за рад у организацији Honor the Earth.
- Награда Ен Банкрофт за женско лидерство.
- 2007. примљена је у Националну женску кућу славних.[21]
- 2015. године добила је почасни докторат на Аугсбург Универзитету .[22]
- 2017. добила је награду Алис и Клифорд Спендлав за социјалну правду, дипломатију и толеранцију на Универзитету у Калифорнији.[23]

## Брак и породица
Ладјук се удала за Рендија Капашесита, вођу Кри народа, када је радио против великог хидроелектричног пројекта у близини Мус фабрике у Онатију. Са њим има двоје деце. Капашесит је преминуо 2013. године.
Ладјук и Кевин Гаско добили су дете 2000. године. Такође, током дугог периода се бринула о својим нећацима.
Кућа коју Ладјук поседује у Понсфорду у Минесоти је изгорела 9. новембра 2008. године. Током пожара нико није повређен, али је сва њена лична имовина изгорела, укључујући широку библиотеку и аутохтону колекцију уметничких дела и предмета.